# Joachim Kegel
Joachim Kegel (* um 1507 in Nehren; † nach 1556) war ein württembergischer Jurist und Hochschullehrer.

## Leben und Wirken
Im Wintersemester 1520/21 begann Joachim Kegel an der Eberhard Karls Universität Tübingen sein Studium in der Artistenfakultät. 1522 erwarb er den Bachelorgrad, 1524 wurde er dort Magister. Erst danach widmete er sich dem Studium der Rechtswissenschaft. Seine Promotion zum Doktor beider Rechte erfolgte vermutlich zwischen 1530 und 1534. Im Jahre 1534 folgte er als Professor dem Juristen Jakob Kalt auf dessen Lehrstuhl und wechselte in die Juristische Fakultät (zuvor war er im Wintersemester 1533/34 Dekan der Artistenfakultät). 1537 wurde Kegel Beisitzer im württembergischen Hofgericht. Ob er bis zum Ende seines Lebens Professor in Tübingen blieb, ist nicht überliefert. Als beisitzender Richter gehörte er seit 1549 bis 1555 dem Reichskammergericht in Wetzlar an.
Veröffentlichungen von Joachim Kegel sind nicht bekannt.